# Balsas, Maranhão
Balsas este un oraș în unitatea federativă Maranhão (MA), Brazilia.